# Groupe de libération armée
Pour les articles homonymes, voir GLA.
Le Groupe de libération armée (GLA) était une organisation armée guadeloupéenne luttant pour l'indépendance des Caraïbes et plus particulièrement de la Guadeloupe. Une dizaine de ses membres furent arrêtés puis amnistiés.
L'organisation lance le 8 novembre 1981, Radio-Unité, qui émet illégalement depuis Pointe-à-Pitre principalement en créole, elle se veut une radio de combat. Elle est principalement animée par Luc Reinette.

## Liste des attentats
- 6 mars 1980 : attentat contre Raymond Vivies, 1 blessé.
- 13 avril 1980 : incendie des studios de France 3 à Pointe-à-pitre.
- 15 juillet 1980 : Yves Jouandon est blessé par balle.
- 4 août 1980 : attentat contre le commissariat de Sainte-Anne.
- août 1980 : le GLA lance un ultimatum, les non-guadeloupéens doivent quitter la Guadeloupe avant le 31 décembre.
- 16 septembre 1980 : attentat contre un yacht appartenant à un homme d’affaires, et une vedette de la gendarmerie.
- 17 septembre 1980 : attentat à l’aéroport de Pointe-à-pitre le Raizet 1 mort.
- 17 novembre 1980 :  multiples attentats (hôtel Méridien de Saint-François, Banque de Pointe-à-Pitre, gendarmeries à Basse-Terre, Bouillante, Anse Bertrand et préfecture de Basse-Terre).
- 5 décembre 1980 : attentat contre le Conseil général de la Guadeloupe et le Palais de justice de Basse-Terre.
- 24 décembre 1980 : attentat contre la station FR3, quelques blessés.
- 28 décembre 1980 : attentat à l'aéroport de Pointe-à-Pitre le Raizet, 1 blessé.
- 30 décembre 1980 : attaque contre Alain Guggenheim, le secrétaire général du Conseil régional du patronat guadeloupéen, 1 blessé par balle.
- 3 janvier 1981 : incendie du palais de Justice de Fort-de-France.
- 5 janvier 1981 : attentat au siège de Chanel à Paris, 1 blessé.
- 24 janvier 1981 : attentat contre le train Roissy-Paris, 1 mort.
- 1er février 1981 : tentative d'attentat contre un hôtel, attribué au GLA.
- 29 janvier 1981 : attentat au palais de justice de Paris.
- 18 février 1981 : un appartement à Jarry, 1 blessé.
- 27 février 1981 : une journaliste de France 3 est séquestrée.
- 14 juillet 1981 : attentat contre les bureaux de Air France à Pointe-à-Pitre.

À la mort du GLA un nouveau groupe continua les actions armées, l'alliance révolutionnaire caraïbe.